# Hypocrea egmontensis
Hypocrea egmontensis är en svampart som beskrevs av Dingley 1956. Hypocrea egmontensis ingår i släktet svampdynor och familjen Hypocreaceae.   Inga underarter finns listade i Catalogue of Life.